# Ihar Hoerinovitsj
Ihar Hurinovitsj (Wit-Russisch: Ігар Мікалаевіч Гурыновіч; Russisch: Игорь Николаевич Гуринович) (Minsk, 5 maart 1960) is een voormalig Wit-Russisch voetballer. Tot 1991 kwam hij uit voor de Sovjet-Unie. Hij is ook bekend onder zijn Russische naam Igor Goerinovitsj.

## Biografie
Goerinovtisj begon zijn carrière bij Dinamo Minsk, waarmee hij in 1982 de landstitel veroverde. In de laatste wedstrijd tegen Spartak Moskou scoorde hij twee keer waardoor de club de titel won. In 1983 viel hij zes wedstrijden voor het einde van de competitie uit met een blessure. Dinamo werd wel nog derde en met 17 goals moest hij enkel Joeri Gavrilov voor laten gaan in de topschutterslijst. In 1990 ging hij samen met zijn ploegmaat Sergej Gotsmanov naar de Engelse tweedeklaser Brighton & Hove Albion. Door visumproblemen kon hij echter niet bij de club blijven en keerde hij terug om voor Dinamo Brest te spelen. Hierna speelde hij nog voor vele clubs.
Op 28 maart 1984 speelde hij één wedstrijd voor het nationale elftal van de Sovjet-Unie in een vriendschappelijke wedstrijd tegen West-Duitsland. Na de onafhankelijkheid van Wit-Rusland speelde hij aan het einde van zijn carrière nog drie wedstrijden voor zijn land.